# Dominik Hofbauer
Dominik Hofbauer (Eggenburg, 19 settembre 1990) è un ex calciatore austriaco, di ruolo centrocampista.

## Caratteristiche tecniche
È un centrocampista centrale.

## Palmarès

### Club

#### Competizioni nazionali
- Erste Liga: 1

St. Pölten: 2015-2016